# Saint-Dizier-l'Évêque
Saint-Dizier-l'Évêque es una comuna francesa situada en el departamento del Territorio de Belfort, de la región de Borgoña-Franco Condado.
Los habitantes se llaman Diziais.

## Geografía
Está ubicada a 18 km al sur de Belfort, cerca de la frontera con Suiza.

## Demografía
| 652 | 685 | 710 | 652 | 630 | 508 | 480 | 437 | 401 | 310 | 285 | 300 | 295 | 282 | 281 | 321 | 346 | 367 | 397 | 423 |
| Para los censos de 1962 a 1999 la población legal corresponde a la población sin duplicidades (Fuente: INSEE [Consultar]) |     |     |     |     |     |     |     |     |     |     |     |     |     |     |     |     |     |     |     |